# Buzica
Buzica és un poble i municipi d'Eslovàquia. Es troba a la regió de Košice, a l'est del país.

## Història
La primera referència escrita de la vila data del 1262.

## Demografia
| Godina             | 1994 | 2004   | 2014   | 2024   |
| ------------------ | ---- | ------ | ------ | ------ |
| Nombre de persones | 1088 | 1157   | 1209   | 1157   |
| Diferència         |      | +6,34% | +4,49% | −4,30% |

| Godina             | 2023 | 2024   |
| ------------------ | ---- | ------ |
| Nombre de persones | 1177 | 1157   |
| Diferència         |      | −1,69% |